# Peter Aerts
Peter Aerts (n. 25 octombrie 1970) este un fost kickboxer neerlandez. A fost de trei ori campion K-1 fiind considerat unul dintre cei mai buni concurenți la categoria grea în kickboxing, alături de Ernesto Hoost, Remy Bonjasky, Andy Hug, Mirko Filipović și Semmy Schilt.